# 玻利瓦縣 (密西西比州)
玻利瓦尔县（英語：Bolivar County）是美国密西西比州西北部密西西比三角洲的一個縣，西隔密西西比河與阿肯色州相望，面積2,346平方公里。根据2020年美國人口普查，共有人口30,985人。縣治有克夫蘭（Cleveland）和羅斯代爾（Rosedale）二個。該縣成立於1836年2月9日，縣名紀念南美洲獨立領袖西蒙·玻利瓦尔。